# Zach Callison

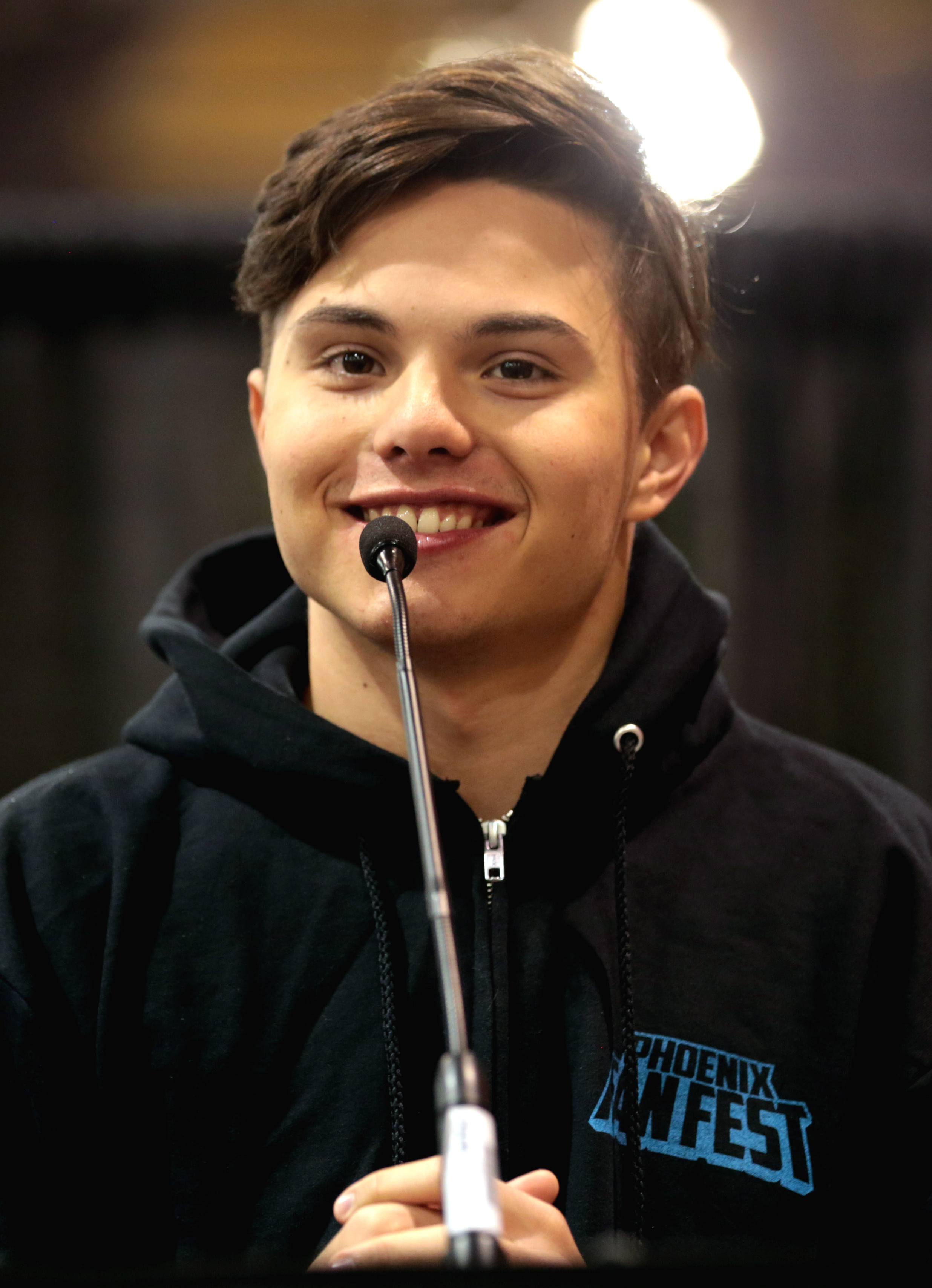

Zachary Callison (St. Louis, 23 de outubro de 1997), é um dublador, cantor e ator de cinema norte-americano responsável pela voz de Steven Universe na série de TV animada Steven Universe, um de seus trabalhos mais reconhecidos. Zach Callison se apresentou nos palcos pela primeira vez com 7 anos de idade em uma peça teatral, iniciando sua carreira então em 2004. Zach ganhou o premio "Young Artist Award" por seu trabalho como "Ator de voz" (Dublador) em "Sofia the First" (Princesinha Sofia).  . Ele tem um irmão mais velho e uma irmã mais velha.